# Piotr Pavlenski
Piotr Pavlenski (en russe : Пётр Андреевич Павленский, Piotr Andreïevitch Pavlenski), né le 8 mars 1984 à Léningrad (alors en Union soviétique), est un artiste contemporain russe connu pour ses actions controversées. Il est réfugié politique en France depuis 2017.

## Biographie
Né à Léningrad (aujourd'hui Saint-Pétersbourg) en 1984, Piotr Pavlenski étudie l'art monumental à l'académie d'art et d'industrie Stieglitz de Saint-Pétersbourg et l'art contemporain à la Fondation Pro Arte pour les arts et la culture (ru).
Accusé d'agression sexuelle avec sa compagne Oksana Chaliguina, ils se réfugient en France, où ils obtiennent l'asile politique le 4 mai 2017,. Pavlenski dénonce une manœuvre du Kremlin à son encontre, ayant pour but de l'obliger à fuir la Russie.
En 2016, la chaîne de restauration rapide Burger King crée un menu de hamburgers en édition limitée inspiré des performances de Pavlenski les plus célèbres.
En 2021, son ex-compagne Oksana Chaliguina le décrit à son tour comme pervers et violent ; selon elle, « Piotr est lui-même l’oppression qu’il prétend dénoncer. Il est exactement comme le pouvoir qu’il critique. Il faudrait que les gens le voient pour ce qu’il est vraiment. » Piotr Pavlenski qualifie ces accusations de « calomnie ».

## Parcours artistique
Dans ses événements, il expose de manière explicite les « mécaniques de pouvoir » et force les autorités à « faire de l'art » en participant à ses « évènements d'Art Sujet-Objet », (précédemment « évènements d'art politique »,). Il assure faire de l'« Art Sujet-Objet », qu’il décrit comme « l'art qui intervient dans la mécanique du pouvoir et qui la rend visible » par le biais d'« évènements » qui transforment les sujets en situation de pouvoir politique en objets de l'art.
Il s'inscrit dans la tradition artistique de l'actionnisme viennois des années 1960 et des actionnistes russes contemporains comme Oleg Kulik et Aleksandr Brener (en).
Ses œuvres impliquent souvent la nudité et l'automutilation.
Piotr Pavlenski se considère comme un artiste et non comme un activiste politique. Il se distancie strictement de l'activisme, considérant que « les objectifs de l'art et ceux de l'activisme politique sont fondamentalement incompatibles » et que « tout ce qui compte pour l'artiste n'a pas de sens pour l'activiste et vice versa,. »
Il considère « l'anarchie [comme] sans doute un modèle idéal. [Mais dont] l'idéal est basé sur l'impossibilité de le réaliser. » Il la considère comme « un travail sur la notion de pouvoir ». En 2022, il clarifie sa position en déclarant : « Je ne suis pas anarchiste. Je ne l'ai jamais été. L'existence des États et de leurs appareils de pouvoir sont absolument nécessaires pour moi puisque sans eux, l'Art Sujet-Objet ne pourrait tout simplement pas exister. »

### Suture(2012)
Pour sa première action médiatisée, Suture, il se coud les lèvres, en soutien aux Pussy Riot, condamnées pour une « prière punk » interprétée dans la cathédrale du Christ-Sauveur de Moscou[réf. souhaitée]. Le 23 juillet 2012, il apparaît à la cathédrale Notre-Dame-de-Kazan de Saint-Pétersbourg avec ses lèvres cousues, tenant une bannière avec l'inscription suivante : « L'action de Pussy Riot était une réplique de la célèbre action de Jésus Christ (Matthieu 21: 12-13),. » La police appelle une ambulance et l'envoie pour un examen psychiatrique ; le psychiatre le déclare sain d'esprit et il est libéré peu de temps après l’événement. L'artiste affirme qu'il mettait en évidence le manque de respect pour les artistes en Russie, disant : « Mon intention n'était pas de surprendre qui que ce soit ou de proposer quelque chose d'inhabituel. Je pensais plutôt que je devais faire un geste qui refléterait fidèlement ma situation. »
Suture ferait référence à une action de David Wojnarowicz, artiste, membre d'ACT UP New York, dans le documentaire de Rosa von Praunheim Silence = Death (1990), dans lequel Wojnarowicz se coud les lèvres pour protester contre le manque d'action de l'administration Reagan contre l'épidémie de sida.

### Carcasse(2013)
Le 3 mai 2013, Piotr Pavlenski organise une manifestation contre les politiques répressives du gouvernement russe. Ses assistants l'amènent nu, enveloppé dans un cocon multicouche de fil de fer barbelé, à l'entrée principale de l'Assemblée législative de Saint-Pétersbourg pour incarner la place de l'homme dans un système de lois répressives,,,,. L'artiste reste silencieux, se trouvant toujours dans une position à moitié repliée à l'intérieur du cocon, et ne réagit pas aux actions des autres jusqu'à ce qu'il soit libéré par la police. Cette action reçoit le prix alternatif pour l'art activiste russe dans la catégorie « Actions mises en œuvre dans l'espace urbain » en 2013.

Plus tard, l'artiste fait le commentaire suivant à propos de cette œuvre : 

« Une série de lois visant à réprimer l'activisme civique, l'intimidation de la population, le nombre croissant de prisonniers politiques, les lois contre les ONG, les 18+ lois, les lois sur la censure, l'activité du Service fédéral de supervision des communications, des technologies de l'information et des médias de masse, les lois sur la "promotion de l'homosexualité" — toutes ces lois ne visent pas les criminels, mais les gens. Et enfin la loi sur le blasphème. C'est pourquoi j'ai organisé cette action. Le corps humain est nu comme une carcasse, il n'y a rien d'autre que le fil de fer barbelé, qui a d'ailleurs été inventé pour la protection du bétail. Ces lois comme le fil, maintiennent les gens dans des enclos individuels : toute cette persécution des militants politiques, "prisonniers du 6 mai", les répressions gouvernementales sont la métaphore de la plume entourée de barbelés. Tout cela a été fait pour transformer les gens en bétail sans entrailles et bien gardé, qui ne peut que consommer, travailler et se reproduire. »

— Dmitry Volchek, Journal culturel : Vendredi saint, Radio Liberty, 8 mai 2013

### Fixation(2013)
En 2013, il cloue son scrotum sur les pavés devant le mausolée de Lénine, sur la place Rouge, à Moscou. Cette action coïncide avec la Journée annuelle de la police russe. « Un artiste nu, regardant ses testicules cloués sur le pavé est une métaphore de l'apathie, de l'indifférence politique et du fatalisme de la société russe », indique Pavlenski dans une déclaration aux médias,.

### Liberté(2014)
Le 23 février 2014, Piotr Pavlenski organise une action appelée « Liberté » à l'appui de Euromaïdan et la révolution ukrainienne. L'artiste et ses collègues construisent une barricade sur le pont tripartite à Saint-Pétersbourg, brûlent des pneus et battent des tambours. L'action est interrompue par la police, qui les arrête. Le 25 février, le tribunal correctionnel de Dzerjinski met un terme à l'affaire administrative contre Pavlenski et ses amis concernant les accusations de hooliganisme et les fait sortir de prison. Une enquête sur la violation par Pavlenski du règlement sur les réunions politiques continue cependant : Il est accusé de vandalisme en raison de la combustion du pneu.

### Séparation(2014)

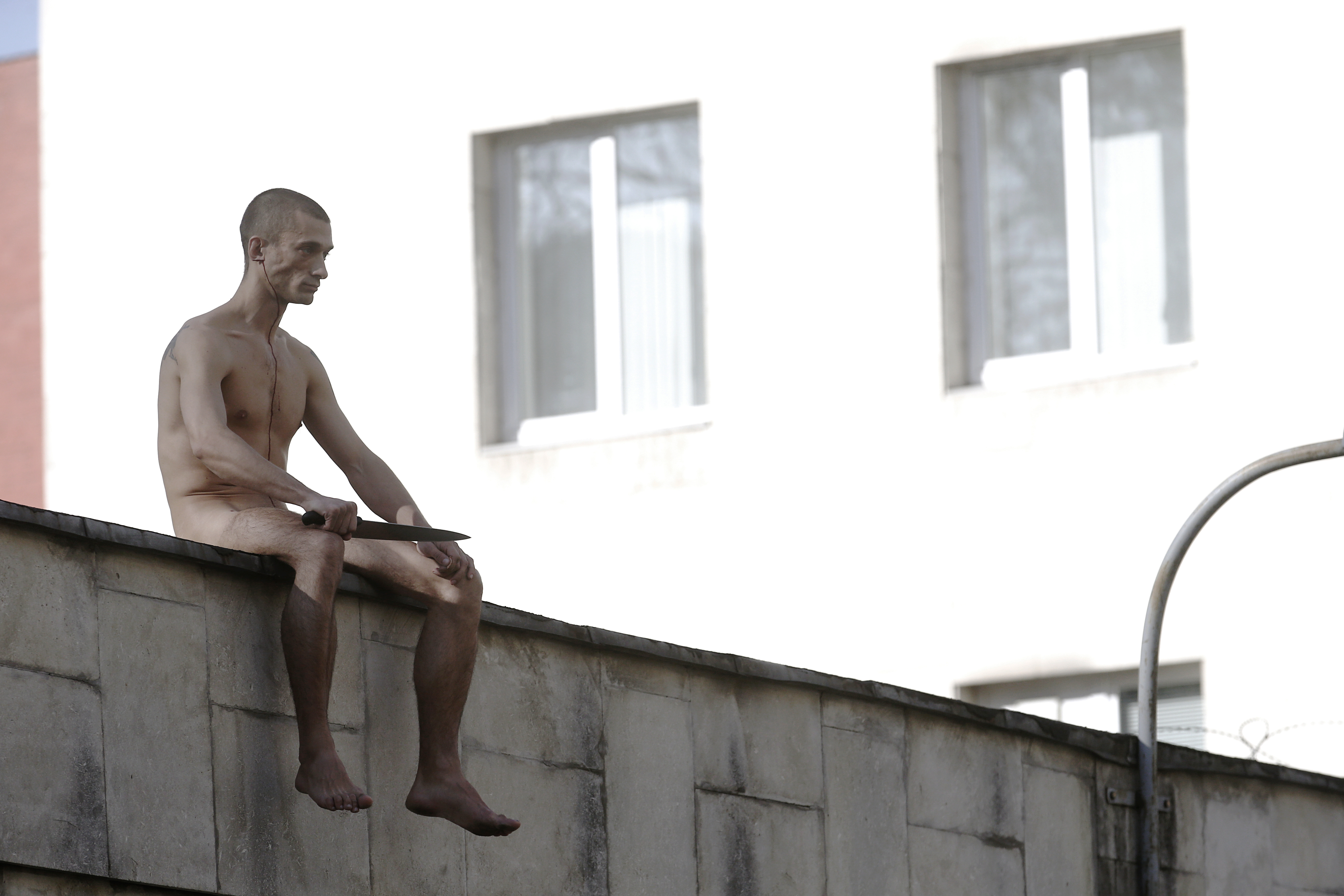
Séparation : Piotr Pavlenski juste après s'être auto-mutilé. Moscou, octobre 2014.

En octobre 2014, il escalade, nu, un mur de l'enceinte du Centre Serbski (en) et se coupe le lobe de l'oreille droite pour protester contre ce qu'il considère être une utilisation politique des centres de psychiatrie russes,. Son événement est inspiré du peintre Vincent van Gogh.
Déclaré sain d’esprit par le Centre Serbski, en janvier 2015, après y avoir été interné pendant 21 jours, il fait l'objet de plusieurs procès.

### Menace(2015)
Le 9 novembre 2015, il met le feu aux portes du FSB, service de renseignement de la Russie principal successeur du KGB. Il commente son acte en déclarant que « le FSB opère par la terreur et détient le pouvoir sur 146 millions de personnes. La peur transforme les gens en masse agglutinée de corps disparates. » Il transforme son procès en happening en conviant des prostituées à venir témoigner.

### Éclairage(2017)
Dans la nuit du 15 au 16 octobre 2017, Piotr Pavlenski met le feu à l'entrée d'un bâtiment d'une filiale de la Banque de France à Paris, situé place de la Bastille, lors d'une action baptisée Éclairage. Piotr Pavlenski distribue aux journalistes présents un communiqué pour expliquer cette action : 

« La Bastille a été détruite par le peuple révolté ; le peuple l’a détruite comme symbole du despotisme et du pouvoir. Sur ce même lieu, un nouveau foyer d’esclavage a été bâti. […] La Banque de France a pris la place de la Bastille, les banquiers ont pris la place des monarques. […] La renaissance de la France révolutionnaire déclenchera l’incendie mondial des révolutions. »

### Pornopolitique(2020)
Piotr Pavlenski est à l’origine du site internet « pornopolitique.com », qui se présente comme « la première ressource pornographique avec la participation de fonctionnaires et représentants politiques » et qui mentionne que « seuls les fonctionnaires et représentants politiques qui mentent à leurs électeurs en imposant le puritanisme à la société, alors qu'ils le méprisent eux-mêmes, intéressent pornopolitique. »

Le projet affiche une fresque érotique et un manifeste : 

« Citoyens de France et d’autres pays ! Correspondez ! Faites, inspirez le porno ! Politiciens, fonctionnaires, représentants politiques – ils sont parmi nous, et ils sont nombreux ! Chacun de nous peut être auteur et réalisateur. N’ayez peur de rien. C’est notre seul moyen de sortir des marécages du puritanisme et de l’hypocrisie ! »

Au cours de la campagne pour les élections municipales de 2020 à Paris, l'artiste revendique la diffusion sur internet, le 12 février 2020, de vidéos intimes et messages sexuellement connotés adressées à une femme. Il les attribue au député et candidat Benjamin Griveaux et explique qu’elles démontrent « l’hypocrisie » du candidat LREM, qui a fait campagne en mettant en avant « les valeurs familiales traditionnelles ». Benjamin Griveaux annonce alors se retirer des élections municipales,,. Le site sur lequel cette vidéo et ces messages ont été diffusés est mis hors ligne trois jours après l’événement tandis que le parquet de Paris ouvre une enquête (voir infra).

Avant son procès, Pavlenski déclare que cette œuvre est « entièrement basée sur le jeu des catégories esthétiques » dans lequel le style élevé est juxtaposé au style bas : « Essentiellement, c'était la même chose que de faire le portrait d'un homme politique, réalisé selon les règles du style élevé et affiché à la vue de tous, et d’y ajouter un dessin d'organes génitaux masculins. » Il ajoute : 

« Tout ce que nous avons vu depuis le moment où j'ai présenté Pornopolitique au public n'était en fait qu'un des nombreux épisodes de l'éternelle collision entre l'art et le pouvoir. Cependant, le fait que les catégories esthétiques continuent de signifier autant dans le monde d'aujourd'hui est une véritable surprise pour moi,. »

## Art Sujet-Objet
Parfois considéré comme faisant partie de la troisième vague de l’actionnisme russe, ou un artiste faisant de l’art politique, Pavlenski dit avoir abandonné l’usage de ces termes pour théoriser sa propre pratique artistique qu’il nomme : Art Sujet-Objet.
Il explique que l’Art Sujet-Objet est basé sur « l’existence du pouvoir en tant que phénomène et sur l’interaction de ceux qui gouvernement (sujets de pouvoir) avec ceux qui sont gouvernés (objets de pouvoir). » Selon lui, l’Art Sujet-Objet consiste à arranger une certaine combinaison de circonstances qui force les sujets de pouvoir à recourir à leur pouvoir d’autorité. Ce faisant, ils réalisent l’idée de l’artiste qui consiste à « forcer le pouvoir à travailler pour l’art ». Il considère que « le sujet en situation de pouvoir devient ainsi un objet de l’art, et que ce qui le transforme en objet est son propre pouvoir d’autorité,. »
Pavlenski distingue également la documentation photographique de ses événements des « précédents », lesquels constituent des images dotées d’une valeur esthétique et des textes produits par les sujets de pouvoir au cours de procédures administratives et judiciaires que l’artiste sélectionne ensuite pour les exposer dans des espaces artistiques et les publier sous forme d’ouvrages.

## Expositions
- 2012 : Oculus Two, Fondation Pro Arte pour les arts et la culture (ru),[54].
- 2013 : Ghosts of Identity (exposition de street art organisée par Political Propaganda), Musée de l'Ermitage[55].
- 2016 : The End of the World, Centro per l’arte contemporanea Luigi Pecci[56].
- 2017 : Art Riot, Galerie Saatchi[57],[58]. L'exposition accueille 248 547 visiteurs[59].
- 2017 : Beyond the pleasure principle, Galerie nationale d’art Zachęta[60].
- 2017 : Luther and the Avant-garde, ancienne prison de Wittemberg[61],[62].
- 2018 : Talking about a revolution, de Paul Ardenne , 22Visconti dans l'exposition[63],[64].
- 2018 : 439754, galerie Pack (son numéro de matricule à la maison d'arrêt de Fleury-Mérogis)[65].
- 2018 : Us or Chaos, BPS22[66].
- 2019 : Archives of Pyotr Pavlensky, galerie ART4[67].
- 2022 : Politics in Art, MOCAK (Musée d’art contemporain de Cracovie)[68]. La décision de choisir son œuvre Suture comme visuel promotionnel de l’exposition est critiquée par des activistes qui demandent que l’œuvre soit remplacée par celle d’un artiste ukrainien[69]. Une pétition signée par une centaine d’artistes ukrainiens et polonais conduit la directrice du MOCAK, Maria Anna Potocka à défendre publiquement son choix : « Lors de la sélection des œuvres pour l'exposition, nous recherchions des artistes qui s'expriment sur des sujets politiques et en même temps dont les œuvres ont une grande valeur artistique »[70].
- 2022 : Pornopolitics and Other Precedents, Londres. L'exposition, tenue par l'organisation a/political, est soutenue par la chaine pour adultes Babestation[71]. Sont présentés des « précédents » qui constituent le cadre théorique de l'art de Pavlenski[72].
- 2022 : Milky Way, musée d'art contemporain de Vojvodina[73],[74].
- 2023 : Someone is getting rich, (Eclairage), Tropenmuseum d’Amsterdam[75],[76].
- 2025 : Everything is true - Nothing is permitted, Fondation d'art Brutus[77].

## Publications
- Le cas Pavlenski : La politique comme art (trad. du russe par Galia Ackerman, préf. Michel Eltchaninoff), Paris, Louison Editions, 2016, 291 p. (ISBN 979-10-95454-06-9)
- (de) Pjotr Pawlenski Aktionen (trad. du russe), CiconiaXCiconia, 2016, 216 p. (ISBN 978-3-945867-04-4)
- (pl) Pawlenski (trad. du russe), Krytyka Polityczna, 2016, 291 p. (ISBN 978-83-65369-45-1)
- (de) Pawlenski P.A Wladimir Velminski : Gefängnis des ALtäglichen (trad. du russe), Matthis & Seitz, 2016, 135 p. (ISBN 978-3-95757-377-3)
- (ru) Павленский П.А : О русском акционизме, АСТ,‎ 2016, 288 p. (ISBN 978-5-17-094344-9)
- (de) Pjotr Pawlenski : Der bürokratische Krampf und die neue Ökonomie politischer Kunst, Merve, 2016, 127 p. (ISBN 978-3-88396-381-5)
- (it) Nudo con filo spinato (trad. du russe), ilSaggiatore, 2019, 140 p. (ISBN 978-88-428-2530-2)
- Théorème, Paris, Editions Exils, 2020, 192 p. (ISBN 978-2-914823-13-5)
- (ru) Столкновение, Городец,‎ 2021, 272 p. (ISBN 978-5-907483-05-7)
- (ru) Столкновение, Городец,‎ 2021, 272 p. (ISBN 978-5-907483-05-7)
- Collision, Au diable Vauvert, 2022, 336 p. (ISBN 979-10-307-0462-4)

## Prix
En 2013 et 2015, Pavlenski est élu l'« artiste le plus influent en Russie » par le magazine Artguide.
En 2016, Piotr Pavlenski est nommé pour le Prix d'État de l'Innovation (ru) dans la catégorie « art visuel » organisé par l'Agence fédérale pour la culture et la cinématographie et le Centre d'État pour l'art contemporain (en) de la fédération de Russie. Il est exclu de la liste des nommés par décision du comité d'organisation du concours sans explication. Plusieurs experts quittent le comité en signe de protestation à son exclusion,.
La même année, il reçoit le prix de la dissidence créative Václav-Havel (en) qu'il partage avec l'artiste et activiste iranienne Atena Farghadani et la photographe et journaliste ouzbèke Oumida Akhmedova (en). Le prix lui est retiré peu de temps après alors que l'artiste décide de dédier son prix aux partisans du Primorié (en), un groupe de six jeunes Russes luttant contre la corruption et les violences policières qui ont revendiqué en 2010 le meurtre de deux policiers dans la région de Vladivostok.
En 2016, le magazine d'art The Art Newspaper (ru) le classe « hors catégorie » de son classement annuel des jeunes artistes russes les plus remarquables. Les éditeurs du magazine justifient ce choix par la « popularité médiatique inégalable » de ses actions et le désignent, en conséquence, « artiste le plus célèbre de Russie en 2016 ».
En 2022, son livre Collision est nommé au prix « Natsbest » du meilleur best-seller russe.

## Affaires judiciaires

### Automutilation
Le 3 mai 2013, après l’événement Carcasse réalisé par Pavlenski, au cours duquel il était allongé sur l'asphalte, enveloppé de fil de fer barbelé, une affaire a été ouverte contre lui en vertu de l'article 20.1 du Code des infractions administratives de la Fédération de Russie pour incivilité, constituant une infraction administrative. 
Le 15 novembre 2013, une affaire pénale pour hooliganisme a été ouverte contre Pavlenski en vertu de l'article 213, partie 1, point "b" du code pénal russe, après qu'il ait cloué son scrotum au pavé de la Place Rouge dans le cadre de l'événement intitulé Fixation. 

### Incendies
Le 25 février 2014, une affaire de vandalisme a été ouverte en vertu de l'article 214 du code pénal russe après que Pavlenski a réalisé l'événement Liberté, au cours duquel il a incendié un tas de pneus de voiture qu'il avait préalablement transportés sur le pont Malo-Konyushenny à Saint-Pétersbourg. 
Après Menace, une action à l'occasion de laquelle il met le feu aux portes du FSB en Russie, il est condamné par la justice russe à payer une amende de 500 000 roubles (6 800 euros environ).
Après avoir mis le feu à l'entrée d'un bâtiment d'une filiale de la Banque de France à Paris à l'occasion d'Éclairage, Piotr Pavlenski et Oksana Chaliguina sont mis en examen par un juge d'instruction pour « destruction du bien d'autrui par un moyen dangereux pour les personnes » et placés en détention provisoire. Pavlenski fait deux grèves de la faim pour protester contre l'absence de débat public devant le juge des libertés et de la détention. Il dédie son procès au Marquis de Sade. À l'issue de l'audience, il est condamné à trois ans de prison, dont deux ans avec sursis et à payer 18 678 euros à la Banque de France, avec sa coprévenue Oksana Chaliguina, au titre du préjudice matériel et 3 000 euros au titre du préjudice moral,.

### Accusations de violences
Le 14 décembre 2016, Piotr Pavlenski est interpellé à Moscou et mis en cause dans une affaire d'agression sexuelle armée sur une comédienne de 23 ans, Anastassia Slonina,. Contestant ces accusations qu'il affirme avoir été montées pour des raisons politiques, il profite d'une remise en liberté pour fuir la Russie. Les artistes du Teatr.doc (ru) accusent Piotr Pavlenski, sa compagne et plusieurs de leurs camarades d'avoir battu à coups de pied l’ex-compagnon d’Anastassia Slonina.
Pavlenski est également accusé d'avoir blessé avec un couteau deux personnes lors d'une soirée privée chez le polémiste Juan Branco le 31 décembre 2019, ce qu'il dément. Recherché pendant plus de cinq semaines par la police française,, il est arrêté à Paris le 15 février 2020, et placé en garde à vue dans le cadre de l'enquête,.
Le 29 août 2024, une audience judiciaire a eu lieu concernant une affaire de violence à l'arme blanche dans la nuit du 1er janvier 2020. Selon les journalistes des journaux Le Parisien et Le Point, Pavlenski a expliqué au tribunal ses déboires judiciaires en France en disant qu'il était venu dans ce pays en 2017 parce qu'il admirait le marquis de Sade et le considérait comme le Français le plus émérite du monde. Cependant, à son avis, les Français n'aiment pas Sade, et c'est pourquoi ils ne l'aiment pas non plus. Le 3 octobre 2024, la décision a été mise en délibéré : Pavlenski a été reconnu coupable et condamné à un an de prison ferme, aménagé sous bracelet électronique, ainsi qu'à une interdiction de porter une arme pendant cinq ans.

### Atteinte à l'intimité de la vie privée
En 2018, l’homme politique Benjamin Griveaux se filme avec son téléphone dans une scène à caractère sexuel et l'envoie à Alexandra de Taddeo, une étudiante en droit alors âgée de 27 ans, qui deviendra par la suite la compagne de Pavlenski. Deux ans plus tard, peu avant les élections municipales de Paris auxquelles Benjamin Griveaux est candidat LREM, Piotr Pavlenski publie la vidéo sur son site internet pornopolitique.com, ce qui pousse Griveaux à retirer sa candidature et entraîne un important scandale médiatique et politique,,,.
Pour ces faits, Piotr Pavlenski et Alexandra de Taddeo sont mis en examen pour « atteinte à l’intimité de la vie privée » et « diffusion sans l’accord de la personne d’un enregistrement portant sur des paroles ou images à caractère sexuel » et placés sous contrôle judiciaire,.
Après avoir renoncé à prendre la défense de Piotr Pavlenski sur demande du bâtonnier de Paris, l'avocat Juan Branco revient sur sa décision et se joint à l'avocat Yassine Bouzrou.
Lors du procès tenu le 28 juin 2023, Pavlenski invite des historiennes de l’art à témoigner sur son œuvre, ainsi que des acteurs pour jouer Le Tartuffe de Molière. Le parquet requiert six mois de prison ferme à son encontre. Son avocat, Yassine Bouzrou, plaide la liberté artistique de son client,,. Il est condamné en octobre 2023 à une peine de six mois de prison ferme aménageable, et Alexandra de Taddeo à six mois de prison avec sursis. Le 31 janvier 2025, Alexandra de Taddeo est relaxée en appel.

#### Presse
- Yann Merlin, « Piotr Pavlenski, premier Gilet Jaune ou artiste visionnaire? », Lundimatin, 26 janvier 2019

#### Documentaires
- Pawlenski, Der Mensch und die Macht, Irène Langemann, 2016
- Pavlenski, la vie nue, Daria Khrenova, 2016
- Crash Test, Mina Angela Naskova Ighnatova, David Antoine Combe, 2023

### Œuvres
- [vidéo] Carcasse (2013)
- [vidéo] Fixation (2013)
- [vidéo] Eclairage (2017)